# Kirkkonummen saaristo (SPA)
Kirkkonummen saaristo (SPA) este o arie protejată (arie de protecție specială avifaunistică — SPA) din Finlanda întinsă pe o suprafață de 14.234 ha, integral pe uscat.

## Localizare
Centrul sitului Kirkkonummen saaristo (SPA) este situat la coordonatele 59°58′38″N 24°27′12″E / 59.9772°N 24.4533°E.

## Înființare
Situl Kirkkonummen saaristo (SPA) a fost declarat arie de protecție specială avifaunistică în iunie 2005 pentru a proteja 45 de specii de animale.

## Biodiversitate
Situată în ecoregiunea boreală, aria protejată nu include niciun habitat protejat.
La baza desemnării sitului se află mai multe specii protejate de  păsări (45): minunița (Aegolius funereus), alca (Alca torda), rață sulițar (Anas acuta), acvilă de munte (Aquila chrysaetos), stârc cenușiu (Ardea cinerea), pietruș (Arenaria interpres), rața moțată (Aythya fuligula), Aythya marila, cocoșul de mesteacăn (Bonasa bonasia), Branta leucopsis, buha (Bubo bubo), Calidris alba, fugaci roșcat (Calidris ferruginea), fugaci mic (Calidris minuta), fugaci pitic (Calidris temminckii), caprimulg (Caprimulgus europaeus), Cepphus grylle, ciocănitoare neagră (Dryocopus martius), șoimul rândunelelor (Falco subbuteo), vânturel roșu (Falco tinnunculus), muscar (Ficedula parva), cufundar polar (Gavia arctica), cufundar mic (Gavia stellata), pescăriță mare (Hydroprogne caspia), sfrâncioc roșiatic (Lanius collurio), Larus fuscus fuscus, ciocârlie de pădure (Lullula arborea), Lyrurus tetrix tetrix, rață pestriță (Mareca strepera), rață catifelată (Melanitta fusca), rață neagră (Melanitta nigra), Mergellus albellus, pietrar sur (Oenanthe oenanthe), pitulice verzuie (Phylloscopus trochiloides), ciocănitoare verzuie (Picus canus), corcodel-urechiat (Podiceps auritus), corcodel-cu-gât-roșu (Podiceps grisegena), Polysticta stelleri, eider (Somateria mollissima), Spatula clypeata, chiră de baltă (Sterna hirundo), Sterna paradisaea, călifar alb (Tadorna tadorna), fluierar de mlaștină (Tringa glareola), fluierarul cu picioare roșii (Tringa totanus).
Pe lângă speciile protejate, pe teritoriul sitului au mai fost identificate 2 specii de plante, 3 specii de păsări, 1 specie de mamifere, 1 specie de pești.